# Storcken
Storcken ist ein Höhenzug in Eitorf. Er liegt zwischen dem Nutscheid und der Sieg oberhalb von Bourauel im Naturpark Bergisches Land.
Storcken liegt zwischen den Tälern des Schmelzbaches und des Mengbaches. In früheren Zeiten gab es hier kleine Ansiedlungen: Forsthaus Storch, den Hof Uhlersharth und nördlich eventuell noch einen Brölerhof. Diese Bezeichnung besteht noch als Flurnamen und angrenzende Flurnamen weisen darauf hin, dass es hier Weiher gab.
Der bewaldete Höhenrücken ist heute unbesiedelt. Auf den Namen weist die in Privatbesitz befindliche Storcker Hütte hin, von der aus man einen schönen Blick ins Siegtal hat.